# Úřad španělského krále

Erb krále španělského.

Panovnický dům Jeho Výsosti krále, španělsky Casa de Su Majestad el Rey, je úřad, spadající pod přímou osobní správu krále španělského a jež je mu k dispozici jako má za úkol být mu nápomocný v mnoha aktivitách, jež jsou odvozeny z jeho funkcí coby hlavy státu. Zároveň má na starosti organizaci a fungování vnitřního chodu soukromé rezidence španělské královské rodiny v paláci Zarzuela.

## Struktura
Právní moci nabyl španělským Královský výnos 434/1988 ze dne 6. května, upravující restrukturace domácnosti Jeho Výsosti Krále, a Směrnice Hlavy rodiny ze 17. dubna 1996 a 21. prosince 2006 vytvořených pod ochranou článku 14 citovaného Výnosu krále, a jejichž současná podoba je následující:
- Šéf protokolu Jeho Výsosti Krále
- Generální sekretariát (Secretaría General), jehož odpovědným členem je Zástupce šéfa protokolu Domu a Generální sekretář (Secretario General), jemuž jsou podřízeny následující jednotky:
  - Kabinet plánování a koordinace (Gabinete de Planificación y Coordinación), kterému jsou podřízeny Sekretariát královské kanceláře (Secretaría de Despacho) a Činnosti a program (Actividades y Programas)
  - Sekretariát J.V. Královny (Secretaría de S.M. la Reina), má na starosti zkoumání, přípravu a výkon záležitostí spojených s aktivitami Její Výsosti Královny a Jejich Král. Výsostí Infantek.
  - Sekratariát J.K.V. Prince z Asturie (Secretaría de S.A.R. el Príncipe de Asturias), se stará o zkoumání, přípravu a výkon záležitostí spojených s aktivitami Jeho Výsosti Princů z Asturie.
  - Bezpečnostní služba (Servicio de Seguridad), jíž je podřízeno Zpravodajské a informační centrum (Centro de Comunicaciones e Informática)
  - Styk se sdělovacími prostředky (Relaciones con los Medios de Comunicación)
  - Královský protokol (Protocolo)
  - Hospodářská správa (Intendencia)
  - Administrace, Infrastruktura a Služby (Administración, Infraestructura y Servicios)
  - (Cuarto Militar), que constituye čestné zastoupení armády, cuyo responsable es un Oficial General en situación de actividad, del que dependen: 
    - Poradce pro vojenské záležitosti J.V. Krále
    - Poradce pro vojenské záležitosti J.K.V. Prince z Asturie. Poradci asistují Jeho Královské Výsosti trvale a v průběhu oficiálních aktivit také Její Král. Výsosti Princezně z Asturie.
    - Kabinet (Un Gabinete)
    - Královská stráž (La Guardia Real)

Podle znění článku 65.2 španělské ústavy: Král svobodně jmenuje a odvolává civilní a armádní členy protokolu (El Rey nombra y releva libremente a los miembros civiles y militares de su casa)

## Šéfové protokolu španělského krále
- 1975–1990 — Nicolás Cotoner y Cotoner, markýz z Mondéjaru
- 1990–1993 — Sabino Fernández Campo, hrabě z Latores
- 1993–2002 — José Fernando de Almansa Moreno-Barreda, vikomt del Castillo de Almansa
- 2002–2011 — Alberto Aza Arias
- 2011–současnost — Rafael Spottorno Díaz-Caro